# Preseka Ozaljska
  Preseka Ozaljska  falu Horvátországban, Károlyváros megyében. Közigazgatásilag  Kamanjéhoz tartozik.

## Fekvése
Károlyvárostól 21 km-re északnyugatra, községközpontjától 2 km-re északkeletre, a Kulpa jobb partján, a szlovén határ mellett fekszik.

## Története
A településnek 1857-ben 103, 1910-ben 112 lakosa volt. Trianon előtt Zágráb vármegye Károlyvárosi járásához tartozott. 2011-ben 12 lakosa volt.

## Lakosság
| Lakosság változása | Lakosság változása | Lakosság változása | Lakosság változása | Lakosság változása | Lakosság változása | Lakosság változása | Lakosság változása | Lakosság változása | Lakosság változása | Lakosság változása | Lakosság változása | Lakosság változása | Lakosság változása | Lakosság változása | Lakosság változása |
| ------------------ | ------------------ | ------------------ | ------------------ | ------------------ | ------------------ | ------------------ | ------------------ | ------------------ | ------------------ | ------------------ | ------------------ | ------------------ | ------------------ | ------------------ | ------------------ |
| 1857               | 1869               | 1880               | 1890               | 1900               | 1910               | 1921               | 1931               | 1948               | 1953               | 1961               | 1971               | 1981               | 1991               | 2001               | 2011               |
| 103                | 98                 | 95                 | 80                 | 102                | 112                | 101                | 114                | 120                | 123                | 115                | 75                 | 53                 | 51                 | 19                 | 12                 |